# Mónica Ramírez
Mónica Ramírez Abella (Escaldes-Engordany, 27 dicembre 1993) è una nuotatrice andorrana.
Dal 2013 ha preso parte a tutte le edizioni dei Mondiali. Ha altresì preso parte a due edizioni dei Giochi olimpici a Londra 2012 nei 100 metri dorso e a Rio de Janeiro 2016 nei 100 metri stile libero. I suoi maggiori risultati sono le medaglie ottenute ai Giochi dei piccoli stati d'Europa.

## Palmarès
- Giochi dei piccoli stati d'Europa

Liechtenstein 2011: bronzo nei 100m dorso e nei 200m dorso.
San Marino 2017: bronzo nei 200m dorso.
Montenegro 2019: bronzo nei 50m dorso e nei 100m dorso.